# Ambilos Iehsi
Ambilos Iehsi (* 1935; † 14. März 1981) war ein Politiker der Federated States of Micronesia (Mikronesien). Er diente als Mitglied des House of Representatives und des Senate des Congress of the Trust Territory of the Pacific Islands (TTPI) zwischen 1967 und 1979 und in der Folge als Secretary of Resources and Development der Federated States of Micronesia bis zu einem frühen Tod 1981.

## Leben
Iehsi wurde 1935 auf Pingelap geboren. Er studierte am College of Guam und graduierte an der University of Hawaii mit einem BA in Political Science (Politikwissenschaft) 1965. Er arbeitete als Lehrer und wurde Dean of Students (Studiendekan) an der Pacific Islands Central School; später arbeitete er als  Political Affairs Officer (Polit-Funktionär) für den Distrikt Ponape.
Während seiner ersten Amtszeit im Congress of the Trust Territory of the Pacific Islands (TTPI Congress) diente er als Übersetzer für Max Iriarte, den Abgeordneten des House of Representatives für den 13th District (Ponape). Als Iriate im Vorfeld der Wahlen 1966 nicht mehr antrat, wurde Iehsi an seiner Stelle gewählt. Nach der Wahl wurde er zum floor leader des House gewählt.
Obwohl er in den Wahlen 1968 seinen Sitz an Heinrich Iriarte verlor, konnte er in eine Nachwahl im Januar 1969 den freigewordenen Sitz für Ponape im Senat gewinnen, nachdem Hirosi Ismael zurückgetreten war. Er wurde für den Senat Wahlen 1970 wiedergewählt und im Januar 1973 wurde er zum Floor Leader des Senats gewählt. Er wurde in den Wahlen 1974 wiedergewählt. Im Januar 1977 wurde er zum Vizepräsidenten des Senats gewählt.
Nach der Gründung der Federated States of Micronesia 1979 wurde er Secretary of Resources and Development unter Präsident Tosiwo Nakayama. Er starb im Pohnpei Hospital am 14. März 1981 mit 45 Jahren. Sein Begräbnis wurde von rund 5.000 Menschen begangen. Vom 15. bis 19. März 1981 wurde Staatstrauer angeordnet.

## Ehrungen
1993 wurde ein Set mit Briefmarken der Local Leaders veröffentlicht, in dem eine Marke das Porträt von Iehsi trägt.